# Valea Adâncă
Valea Adâncă – wieś w Rumunii, w okręgu Jassy, w gminie Miroslava. W 2011 roku liczyła 3053 mieszkańców.